# Röthleinsgraben
Der Röthleinsgraben ist ein rund 900 Meter langer Bach in Unterfranken, der aus östlicher Richtung kommend von rechts in den Main mündet.

## Geographie

### Verlauf
Der Röthleinsgraben entspringt im Mittleren Maintal im Naturraum 133.01 Zellingen-Thüngersheimer Talweitung am Südrand von Thüngersheim auf einer Höhe von etwa 186 m ü. NN aus einer intermittierenden Quelle.
Er fließt zunächst westwärts, quert dann die Ringstraße, schlägt dann südlich der Neubergstraße einen sanften Bogen nach rechts und kreuzt danach zunächst die Torweinbergstraße und dann die Veitshöchheimer Straße. Er läuft nun nördlich der Güntherslebener Straße durch eine Grünzone, unterquert dann die B 27 (hier Bocksbeutelstraße) und sofort danach die Gleisanlagen der Strecke der Bahnstrecke Würzburg–Aschaffenburg und mündet schließlich auf einer Höhe von 161,6 m ü. NN am Südwestrand von Thüngersheim von rechts und wenig abwärts von Mainkilometer 239 in den aus dem Südsüdosten heranfließenden Main.

### Einzugsgebiet
Der Röthleinsgraben hat oberirdisch ein Einzugsgebiet von etwa 3,5 km² Größe. Der Bach entsteht erst im Maintal vor dem südwestlichen Zulauf seines Trockentals Sommerhölle, dessen Tallinie vom Mainufer an etwa 3,5 km weit aufwärts zu verfolgen ist. Die flankierenden Bergsporne sind links des Tallaufs und mainaufwärts die oben bewaldete Höhfeldplatte sowie rechts und mainabwärts der Fischersberg, an dessen Sonnenhang überwiegend Weinberge liegen.
Die nordwestliche Wasserscheide läuft von der Mündung auf den Fischersbergsporn und über den Spornkamm weiter, hinter ihr liegt das kleinere, ebenfalls trockene Rotlauftal zum abwärtigen Main. Die nördliche zieht dann vom Gänsberg (bis zu ca. 373 m ü. NN) ostwärts auf den Gipfel der Steinhöhe (ca. 380 m ü. NN), der höchsten Erhebung im Einzugsgebiet. Jenseits dieses Grenzabschnitts laufen andere Trockentäler zum Mainzufluss Retzbach weiter abwärts. Die südöstliche Wasserscheide zieht dann weiter zur Eckberg-Kuppe (365 m ü. NN), hier entwässert der jenseitige Hang zum aufwärtigen Mainzufluss Dürrbach, und dann zur Spornspitze Höhfeldplatte (ca. 305 m ü. NN), auf deren anderer Kammseite wiederum ein kurzes, nahes Trockental zum Main liegt. Dort wird in einem Bruch Muschelkalkschotter gewonnen. In schnellem westlichem Abstieg fällt die Wasserscheide dann wieder bis zur Mündung auf 161,6 m ü. NN.